# Iglesia de Santa María (Cervera)
La iglesia de Santa María de Cervera es una iglesia gótica de Cataluña con importantes elementos románicos de su origen, situada en el municipio de Cervera, la Segarra, en la provincia de Lérida.
Actualmente, está considerada como BIC (Bien de Interés Cultural) (fue declarada Monumento histórico-artístico perteneciente al Tesoro Artístico Nacional mediante decreto de 3 de junio de 1931).

## Historia
Hacia mediados del siglo XI ya consta en una relación de parroquias del obispado de Vich. Coincidiendo con su fundación el año 1081 fue cedida del priorato de San Pedro Gros al monasterio de Ripoll. Durante la baja Edad Media, gracias a la pujante situación económica de la ciudad, se construyó sobre el antiguo edificio románico el actual templo de estilo gótico.

## La portada

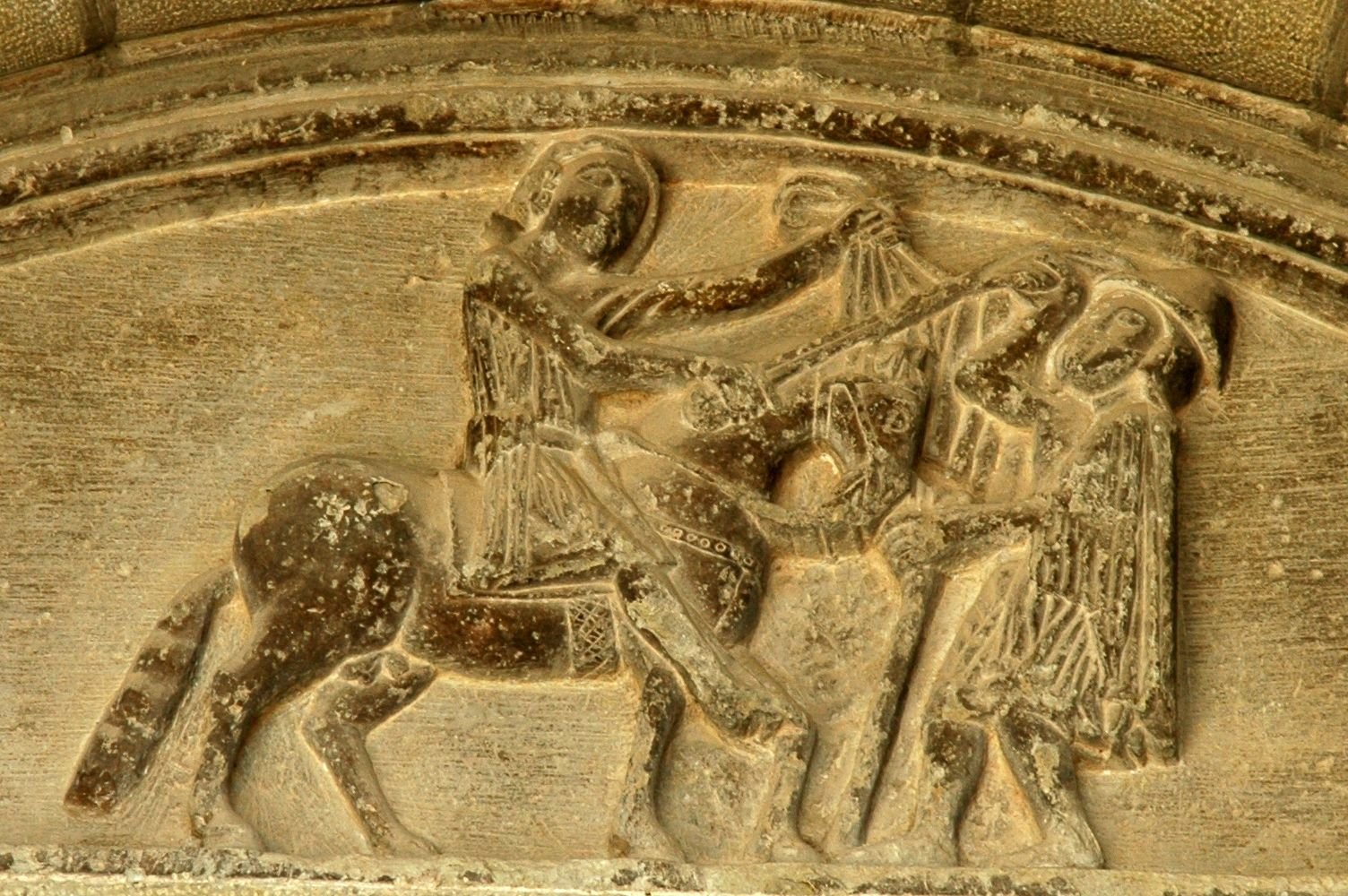
Tímpano de la portada.

De sus orígenes románicos solo queda, en el muro de mediodía, una notable puerta esculpida debajo de un porche gótico que recibe el nombre de puerta de San Martín por la temática del tímpano. Del siglo XIII, consta de dos arquivoltas en gradación que descansan sobre dos columnas coronadas por capiteles, la arquivolta más externa tiene una moldura a modo de guardapolvo. En el tímpano aparece la representación de carácter hagiográfico de la caridad de San Martín, vestido con túnica corta y montado a caballo, mientras que con la mano izquierda mantiene uno de los extremos de la capa, con la mano derecha sujeta una espada que parte para dar su mitad a un pobre. Este tema es muy original dentro de la escultura románica catalana ya que se conservan muy pocas representaciones.